# Screw
Screw (estilizado como SCREW) foi uma banda japonesa de visual kei fundada em Tóquio que durou de 2006 a 2016.

## História
Byo e Yuuto tocavam juntos na banda Joker. Se separaram, mas voltaram a compor. Foram, então, apresentados a Kazuki, e acharam que ele se encaixava bem. Conheceram Jin pela internet e, posteriormente, foram apresentados à Manabu.
Segundo Byo, o nome da banda se deve a eles não gostarem de coisas que são muito óbvias e simples. Para ouvir a banda intensivamente, é necessário screw (algo como "aparafusar-se", em tradução livre) na banda.
Em 2006, lançaram o mini álbum Nanairo No Hiya Enka.
Eles assinaram com a gravadora independente Speed Disk, que lançou os álbuns e singles da banda até Fusion of the Core. Em 2007, assinaram com a Indie PSC, parte da PS Company, conhecida por gerenciar bandas de visual kei. Com ela, participaram de diversos festivais com outras bandas da gravadora. Foi nesse período que Manabu se juntou ao grupo.
Em 2007, se apresentaram no evento J-Rock Invasion, na Alemanha. No mesmo ano, lançaram o álbum Fusion of the Core, e os mini álbuns Venom e Virus, com capas similares. Fusion Core foi bastante elogiado pelo site JaME World, que também já elogiou a forma agressiva com que fazem shows ao vivo.
Em 2009, lançaram o mini álbum Racial Mixture, e o álbum X Rays. Yuuto anuncia em setembro que deixaria a banda no fim do ano. Ele acabou se juntando à banda Liraizo com o nome Yuutoman.
Em 2010, lançaram o álbum DUALITY. O baixista RUI se junta ao grupo, que assina com a CLJ Records com o objetivo de divulgação na Europa.
Em 2012, lançaram o álbum BIRAN. No mesmo ano, participaram do álbum V-ANIME ROCKS fazendo um cover de "Cha-La Head-Cha-La", de Dragon Ball Z.
Em 2013, lançaram o álbum homônimo SCREW. Nesse ano participaram do álbum tributo a Hideto Matsumoto, Hide TRIBUTE Ⅲ -Visual SPIRITS-, tocando a música "Dice".
Em 2014, lançaram o álbum PSYCHO MONSTERS. O baixista RUI deixa a banda para perseguir seu sonho de ser estilista.
Em 2015, lançaram os mini álbuns Konsui e Kakusei.
Em 2015, vieram ao Brasil para se apresentar na Anime Friends no dia 10 de julho.
Em 2016, lançaram o álbum Brilliant. Uma turnê intitulada BREATHE ONE'S LAST BREATH... foi feita de julho a novembro do mesmo ano para marcar a despedida do grupo. O vocalista Byo acabou por fundar a banda KHRYST＋.

## Integrantes
- Vocal: Byo (ex-Toge)
- Guitarra: kazuki
- Guitarra: Manabu (entrou em 2007)
- Bateria: Jin

Ex integrantes
- Baixo: Yuuto (2006-2009)
- Baixo: RUI (2010-2014)

## Discografia
2006: Nanairo No Hiya Enka
2007: Fusion of the Core
2007: Venom
2007: Virus
2009: Racial Mixture, posição na Oricon Albums Chart: N.° 36
2009: X Rays
2010: DUALITY
2012: BIRAN, n.° 42
2013: SCREW, n.° 24
2014: PSYCHO MONSTERS, n.° 19
2015: Konsui, n.° 38
2015: Kakusei, n° 46
2016: Brilliant